# Argonath
Los Argonath son unos monumentos ficticios creados por el escritor británico J. R. R. Tolkien para ambientar las historias de su legendarium, y que aparecen en su novela El Señor de los Anillos. Son dos colosales estatuas de los reyes Isildur y Anárion situadas sobre ambos márgenes del río Anduin, en la Tierra Media.

## Etimología y significado del nombre
El nombre Argonath significa ‘piedras de los reyes’ en sindarin: ar- (‘rey’ o ‘real’, como en Aragorn o Arador) + gond (‘piedra’, como en Gondor) + -ath (terminación de plural, empleada en ocasiones como dual). También son conocidos como «la puerta de los reyes» (Gate of Kings), «las puertas de los Argonath» (Gates of Argonath), «las puertas de Gondor» (Gates of Gondor) o «los pilares de los reyes» (Pillars of the Kings).

## Descripción
El monumento está compuesto por dos enormes pilares tallados, que representan a los hermanos Isildur y Anárion, hijos de Elendil, los primeros reyes humanos del Oeste. Del primero descienden los reyes de Arnor, incluido Aragorn que fue coronado rey del Reino Unificado. Del segundo descienden los reyes de Gondor. Las estatuas representan a ambos en pie a cada lado del río Anduin, en el punto en el que este entra por el norte a Nen Hithoel. Ambas están orientadas hacia el norte; la que asemeja a Isildur custodia la costa oriental, y la entrada a la provincia de Ithilien; mientras que la estatua de Anárion está en la orilla occidental para delimitar la provincia de Anórien. Las figuras representan a cada uno de los hermanos usando corona y casco, con un hacha en la mano derecha y la izquierda levantada en un gesto de desafío a los enemigos de Gondor.

## Historia ficticia
Los Argonath fueron construidos hacia el año 1248 de la Tercera Edad del Sol por orden del rey Rómendacil II de Gondor frente a Nen Hithoel, para marcar el punto en que el «Gran Río» cruzaba el antiguo límite norte del reino. Sin embargo, cuando la Compañía del Anillo pasó bajo los Argonath el 25 de febrero de 3019, en su travesía narrada en La Comunidad del Anillo, el reino de Gondor era mucho más reducido en extensión.